# Потоцкий, Станислав (воевода киевский)
Станислав Потоцкий (ок. 1698—1760) — польский магнат, стражник великий коронный (1728—1735), воевода смоленский (1735—1744), киевский (1744—1756) и познанский (1756—1760), староста галицкий, коломыйский и снятынский.

## Биография
Представитель знатного польского магнатского рода Потоцких герба «Пилява». Единственный сын гетмана великого коронного Юзефа Потоцкого (1673—1751) и Виктории Лещинской (ум. 1732).
В 1722 году был избран послом на сейм. В 1728 году Станислав Потоцкий получил должность стражника великого коронного. В 1735 году был назначен воеводой смоленским, в 1744 году получил должность воеводы киевского, а с 1756 года носил звание воеводы познанского. В 1733 году был избран послом на конвокационный сейм. Ему принадлежали галицкое, коломыйское и снятынское староства.
3 августа 1742 года за заслуги был награждён Орденом Белого Орла.

## Семья
Был дважды женат. В 1719 году первым браком женился на Марианне Лащ (ум. 1731), от брака с которой имел дочь и сына:
- Анна Эльжбета Потоцкая (ум. 1772), жена с 1742 года воеводы волынского и киевского Франтишека Салезия Потоцкого (ок. 1700—1772)
- Антоний Потоцкий (ум. 1756), староста коломыйский и галицкий

В 1733 году вторично женился на Хелене Замойской (ум. 1761), дочери ловчего великого коронного и воеводы смоленского Михаила Здислава Замойского (1679—1735) от первого брака с Анной Дзялынской (ум. 1719). Дети:
- Юзеф Потоцкий (1735—1802), кравчий великий коронный и староста лежайский
- Пётр Потоцкий (ум. после 1766), староста снятынский
- Франтишек Потоцкий (ум. 1757), староста лежайский
- Винцент Потоцкий (ок. 1740—1825), подкоморий великий коронный и генерал-лейтенант
- Виктория Потоцкая, жена стражника великого литовского Людвига Поцея (ок. 1726—1771)
- Людвика Потоцкая, жена воеводы белзского Игнацы Цетнера (1728 — ок. 1800)
- Игнацы Потоцкий
- Михаил Потоцкий
- Ксаверий Потоцкий
- Теофила Потоцкая